# Tadeusz Gruszczyński
Tadeusz Gruszczyński, (ur. 10 października 1902 w Kielcach, zm. 17 stycznia 1993 tamże) – polski harcerz, nauczyciel i kurator oświaty Okręgu Szkolnego Rzeszowskiego (1947–1950).

## Życiorys
Urodził się 10 października 1902 roku w Kielcach, w rodzinie Teodora i Zofii. W listopadzie 1915 roku wstąpił do szkolnej drużyny harcerskiej w Kielcach. W listopadzie 1918 roku brał udział w rozbrajaniu żołnierzy austriackich. W latach 1918–1924 był uczniem Seminarium Nauczycielskiego i nadal brał czynny udział w drużynie harcerskiej, będąc w latach 1923–1924 przybocznym komendanta Hufca Harcerzy w Kielcach. 
Po ukończeniu seminarium, w latach 1924–1927 pracował jako nauczyciel w szkole powszechnej w Busku, gdzie założył drużynę harcerzy, a następnie był komendantem Hufca Harcerzy powiatu stopnickiego. W latach 1927–1939 był nauczycielem w szkole powszechnej w Suchedniowie, a przez cztery ostatnie lata był kierownikiem tej szkoły, równocześnie prowadził Suchedniowską Drużynę Harcerzy. W 1936 roku ukończył Wyższy Kurs Nauczycielski z zakresu języka polskiego, a w 1938 roku rozpoczął studia w Instytucie Pedagogicznym ZNP w Warszawie.
We wrześniu 1939 roku jako podporucznik rezerwy brał udział w kampanii wrześniowej, gdzie został wzięty do niewoli, i w latach 1939–1945 przebywał w oflagach II B Arnswalde i II C Woldenberg. Podczas pobytu w obozach brał udział w konspiracji: Organizacji Komunistycznej, Sekcji Spółdzielczej i Sekcji Kultury Wsi i Kola Nauczycielskiego.
Po powrocie do kraju wstąpił do Wojska Polskiego, gdzie w latach 1945–1947 był oficerem polityczno-wychowawczym w Warszawskim Okręgu Wojskowym. W 1945 roku wstąpił do Polskiej Partii Robotniczej. 
W 1947 roku został zdemobilizowany z wojska i powołany na stanowisko kuratora oświaty w Okręgu Szkolnym Rzeszowskim, które to stanowisko zajmował do 1950 roku.
W 1950 roku powrócił do Kielc, gdzie w latach 1950–1956 pracował jako nauczyciel w liceum pedagogicznym Wychowawczyń Przedszkoli. W latach 1956–1959 był kierownikiem Oddziału Kształcenia Nauczycieli w Wojewódzkim Oddziale Oświaty. W latach 1959–1970 był wykładowcą w Studium Nauczycielskim w Kielcach. Na Wydziale Pedagogiki Uniwersytetu Warszawskiego, pod kierunkiem prof. dra Łukasza Kurdybachy uzyskał magisterium na podstawie rozprawy na temat „Kształcenie nauczycieli w pracach Komisji Edukacji Narodowej”. W 1964 roku uzyskał stopień doktora nauk humanistycznych w zakresie pedagogiki, na podstawie dysertacji na temat „Problemy wychowania nauczycieli szkół podstawowych w studiach nauczycielskich na przykładzie Studium Nauczycielskiego w Kielcach”. W latach 1960–1965 był dyrektorem Studium Nauczycielskiego w Kielcach. W 1970 roku przeszedł na emeryturę, ale do 1979 roku pracował jeszcze na tej uczelni. 
Awansowany do stopnia podpułkownika rezerwy. Zmarł 17 stycznia 1993 roku w Kielcach i został pochowany na cmentarzu Nowym w Kielcach.

## Ordery i odznaczenia
- Krzyż Oficerski Orderu Odrodzenia Polski (1986)
- Krzyż Kawalerski Orderu Odrodzenia Polski (1946)
- Srebrny Krzyż Zasługi (1945)
- Medal Zwycięstwa i Wolności 1945 (1946)
- Medal „Za udział w wojnie obronnej 1939” (1983)
- Medal „Za udział w walkach w obronie władzy ludowej” (1984)
- Brązowy Medal za Długoletnią Służbę (1938)
- Odznaka tytułu honorowego „Zasłużony Nauczyciel PRL” (1982)
- Złoty Krzyż „Za zasługi dla ZHP” (1981)
- Odznaka Grunwaldzka (1946)
- Krzyż „Za zasługi dla ZHP” (1972)
- Złoty Krzyż ZHP „Za zasługę” (1948)
- Rozeta-Miecz do Krzyża „Za zasługi dla ZHP” (1985)
- Odznaka „Za zasługi dla Kielecczyzny” (1970)
- Honorowy stopień harcmistrza Polski Ludowej (1977)
- Honorowy tytuł Instruktora Seniorów ZHP (1983)